# Liste der Kulturdenkmäler in Hupperath
In der Liste der Kulturdenkmäler in Hupperath sind alle Kulturdenkmäler der rheinland-pfälzischen Ortsgemeinde Hupperath aufgeführt. Grundlage ist die Denkmalliste des Landes Rheinland-Pfalz (Stand: 10. August 2023).

## Einzeldenkmäler
| Bezeichnung                          | Lage                                     | Baujahr                            | Beschreibung | Bild                           |
| ------------------------------------ | ---------------------------------------- | ---------------------------------- | --- | ------------------------------ |
| Katholische Pfarrkirche St. Hubertus | Bergweilerstraße 1 Lage                  | 1786                               | fünfachsiger Saalbau, 1786, 1856 verlängert; barocker Kreuzigungsbildstock, bezeichnet 1719, neugotisches Kruzifix | weitere Bilder Fotos hochladen |
| Wegekreuz                            | Bergweilerstraße, Ecke Schusterberg Lage | 1708                               | bezeichnet 1708 | Fotos hochladen                |
| Spritzenhaus                         | Schulstraße 6a Lage                      | 19. Jahrhundert                    | ehemaliges Spritzenhaus; kleiner Putzbau, 19. Jahrhundert                                                          | Fotos hochladen                |
| Wohnhaus                             | Wittlicher Straße 1 Lage                 | Ende des 19. Jahrhunderts          | fünfachsiger Putzbau, Ende des 19. Jahrhunderts; Gesamtanlage mit Stallscheune                                     | Fotos hochladen                |
| Brunnen                              | Wittlicher Straße, bei Nr. 15 Lage       | zweite Hälfte des 19. Jahrhunderts | Pumpbrunnen, zweite Hälfte des 19. Jahrhunderts                                                                    | Fotos hochladen                |
| Hofanlage                            | Wittlicher Straße 22 Lage                | 1841                               | Streckhof; Wohnhaus, bezeichnet 184[1], Stallscheune                                                               | BW                             |
| Burgermühle                          | westlich des Ortes im Salmtal Lage       |                                    | ehemalige Mühle; Krüppelwalmdachbau                                                                                | BW                             |
| Ranzenmühle                          | westlich des Ortes im Salmtal Lage       | 19. Jahrhundert                    | langgestrecktes Wohnhaus, Wirtschaftsgebäude, Zufahrt mit einbogiger Brücke, 19. Jahrhundert                       | BW                             |